# Кеворкян Костянтин Ервантович
Костянтин Ервантовіч Кеворкян (нар. 22 травня 1966 року, Київ) — колишній український, а нині російський журналіст, письменник, публіцист, політичний та громадський діяч. Особливо відомий як автор та ведучий телевізійної програми «Перша столиця», присвяченої історії Харкова. Був депутатом Харківської міської ради від Партії регіонів. Після Революція Гідності емігрував в Росію, де тепер працює в пропагандистському виданні Україна.ру.

## Біографія
Костянтин Кеворкян народився 22 травня 1966 року в Києві. У 1983 році закінчив середню школу № 133 міста Харків. У 1983—1985 роках навчався на факультеті архітектури та будівництва у Харківському інституті механізації та електрифікації сільського господарства.
Працював слюсарем у «Спецшахтонельрембуді», позаштатним та штатним кореспондентом обласної молодіжної газети «Ленінська Зміна». У 1989—1997 роках навчався у Московському літературному інституті на факультеті прози за спеціальністю «літературна робота».
У 1990—1992 роках працював заступником редактора газети «Орієнтир». У 1990—1991 роках був кореспондентом телестудії АТВ-1 (Харків), у 1992—1994 роках кореспондентом телекомпанії «Вид» (Москва). У 1992—2014 роках — автор та ведучий телевізійної програми «Перша столиця» на харківському каналі «Тоніс-центр» та інших телеканалах міста. З 1994 року — керівник телестудії «Перша столиця».
У 1994 році обраний депутатом Харківської міської ради. З 2002 по 2010 рік обіймав посаду голови комісії з питань місцевого самоврядування, гласності та депутатської діяльності Харківської міської ради.
З 2003 року член редакційної ради журналу Харківського національного університету імені В. Н. Каразіна «Universitates: наука та просвітництво». З 2009 року член журі щорічного міжнародного кінофестивалю «Харківський бузок».
Влітку 2014 року виїхав з підконтрольної території України, проживав в анексованому Росією Севастополі та в Москві. Колумніст «Літературної газети», газети «Культура», а також російського пропагандистського видання Україна.ру. З квітня 2022 року керівник telegram-каналу «Україна.ру».

## Оцінка
Український політолог Тетяна Журженко назвала Кеворкяна одним із авторів бренду «Перша столиця», що використовується в офіційній саморепрезентації міста Харкова:120. Включений до «санкційних списків» сайту «Миротворець» та Фонду боротьби з корупцією.

## Публікації

### Книги
- Кеворкян К. Первая Столица. — 1-е изд. — Харьков : Фоліо, 1996. — 286 с. — ISBN 966-03-0535-4.
  - Кеворкян К. Первая Столица. — 2-е изд. — Харьков : Фоліо, 1999. — 286 с. — 5000 прим. — ISBN 966-03-0535-4.
  - Кеворкян К. Первая Столица. — 3-е изд. — Харьков : Фоліо, 2002. — 286 с. — 10000 прим. — ISBN 966-03-0535-4.[4]
  - Кеворкян К. Первая Столица. — 4-е изд. — Харьков : Фоліо, 2007. — 414 с. — 3000 прим. — ISBN 978-966-03-3792-3.[5]
- Кеворкян К. Опасная книга. Феномен нацистской пропаганды. — Харьков : Фоліо, 2009. — 1000 прим. — ISBN 978-966-03-4895-0.
- Кеворкян К. Книга о книгах: очерки истории советской интеллигенции. — Харьков : Полиграфсервис, 2013. — 796 с. — ISBN 978-966-97339-0-0.
- Кеворкян К. Братья и небратья. Уроки истории. — Москва : Книжный мир, 2018. — 339 с. — 1000 прим. — ISBN 978-5-6041071-4-0.
- Кеворкян К. Фронда. Блеск и ничтожество советской интеллигенции. — Москва : Книжный мир, 2019. — 896 с. — 1000 прим. — ISBN 978-5-6041886-6-8.
- Кеворкян К. Унесенные майданом. — Москва : Книжный мир, 2019. — 352 с. — 1000 прим. — ISBN 978-5-6041887-2-9.
- Кеворкян К. Четвёртая власть Третьего Рейха. Нацистская пропаганда и её наследники. — Москва : Книжный мир, 2020. — 704 с. — 1000 прим. — ISBN 978-5-6043990-3-3.

### Статті
- Кеворкян К. Не одна победа. Украина разрывается между 8 и 9 Мая. // Коммерсантъ, Журнал «Огонёк» №17 от 04 мая 2020.

## Нагороди
- Лауреат телефестивалю «Надія-95»
- Лауреат телефестивалю «Золота хвиля-99»
- Лауреат телефестивалів Україна Єдина-2000, Україна Єдина-2003, Україна Єдина-2004
- Лауреат регіонального рейтингу «Харківець століття», «Харківчанин року»
- Лауреат муніципальної премії 2003
- Почесні грамоти Харківського міського голови[6] та Харківської обласної адміністрації
- Почесний знак Харківського міського голови «За старанність»[6]
- Приз «Зірка журналістики» (2010)[7]